# Spilosoma rattrayi
Spilosoma rattrayi là một loài bướm đêm thuộc phân họ Arctiinae, họ Erebidae.